# Colondannes
Colondannes ist eine Gemeinde im Zentralmassiv in Frankreich. Sie gehört zur Region Nouvelle-Aquitaine, zum Département Creuse, zum Arrondissement Guéret und zum Kanton Dun-le-Palestel. Sie grenzt im Norden an Sagnat, im Osten an Dun-le-Palestel, im Süden an Naillat und im Westen an Saint-Léger-Bridereix.
Durch Colondannes führt die vormalige Route nationale 151bis sowie das Flüsschen Brézentine.

## Bevölkerungsentwicklung
| Jahr      | 1962 | 1968 | 1975 | 1982 | 1990 | 1999 | 2008 | 2018 |
| --------- | ---- | ---- | ---- | ---- | ---- | ---- | ---- | ---- |
| Einwohner | 416  | 376  | 342  | 335  | 347  | 305  | 297  | 272  |

## Sehenswürdigkeiten
- Kirche Saint-Rémi
- Kriegerdenkmal